# Recensământul Statelor Unite ale Americii din 1890

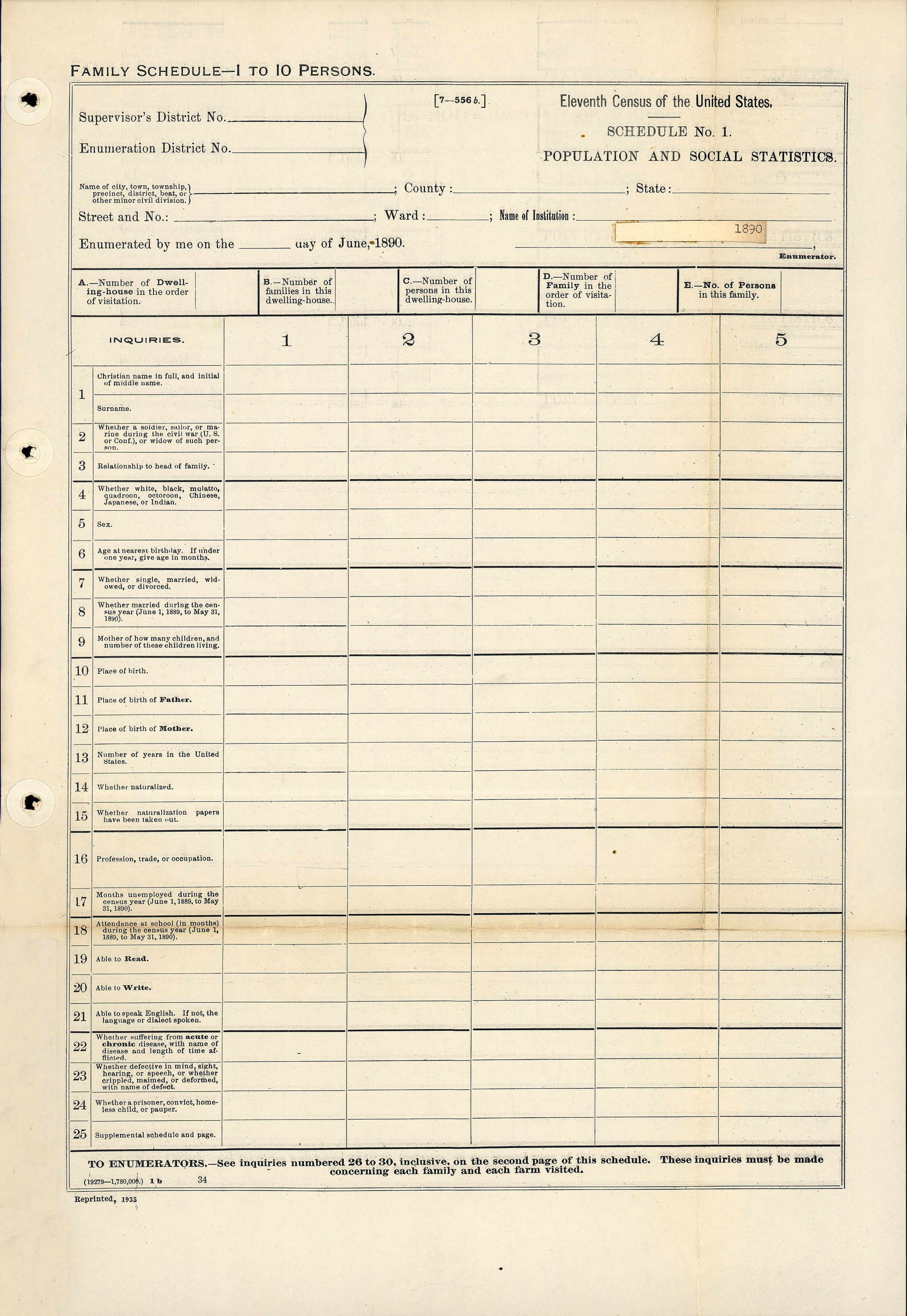
Formă standard de înregistrare a recensământului din 1890, care a permis accelerarea procesării datelor.

Recensământul Statelor Unite ale Americii din 1890 (engleză United States Census, 1890, conform originalului The United States Census of 1890) a fost cel de-al unsprezecelea din recensămintele efectuate o dată la zece ani în Statele Unite ale Americii, fiind al unsprezecelea dintr-o serie ce cuprinde azi 23 de calculări ale populației Uniunii.

## Enumerare
Cel de-al Unsprezecelea Recensământ al Statelor Unite a fost efectuat la 1 iunie 1890, anunțând totodată că regiunea cunoscută sub numele de regiunea de frontieră nu mai există, și deci implicând că migrarea spre vest nu va mai fi calculată începând cu acest recensământ.  Această tendință, oficial recunoscută, l-a determinat pe Frederick Jackson Turner să "furnizeze" îndelung elaborata sa teză despre expansiunea spre vest, Frontier Thesis. 

Animaţie prezentând ordinea intrării statelor în Uniune (1776 - 1959)

Acest recensământ din 1890 a fost primul în care s-a folosit o mașină de numărat voturile.  Inventată de Herman Hollerith, această mașină, numită de inventatorul său tabulating machine, utiliza un format de hârtie de tip special, a cărei fotografie este reprodusă alăturat.  Datorită introducerii tehnologiei în procesul de numărare a locuitorilor țării, timpul total necesar înregistrării întregii populații a Statelor Unite a scăzut de la șapte ani în cazul recensământului din 1880 la doi ani și jumătate. 
Numărul total al locuitorilor Uniunii, care fuseseră înregistrați, a fost comunicat după doar șase săptămâni de procesare, 62.622.250 (deși rezultatul final, comunicat după mai bine de doi ani de la terminarea numărătorii, înregistrase 62.979.766 persoane), o creștere de 24,77 % comparativ cu populația totală determinată în recensământul anterior din 1880, care fusese de 50.189.209 de locuitori.  Reacția atât imediată cât și ulterioară a publicului a fost una de neîncredere generală, întrucât se credea că "răspunsul corect" trebuie să fi fost de minimum 75.000.000 locuitori. 
Dificultățile logistice întâmpinate în următorii cincizeci de ani au condus la accelerarea inventării a diferite mașini de numărat și calculat, până când calculatoarele au preluat funcțiile statistice ale recensămintelor.  Este un fapt îndeobște cunoscut că primul calculator electronic creat de către IBM a fost creat pentru a satisface nevoile militare și universitare, respectiv a recensămintelor populației Statelor Unite. 
Acest recensământ este unul din cele trei ale căror date primare nu mai există.  Fișele originare pe care s-au colectat datele populației în timpul acestui recensământ au fost distruse aproape în totalitate de un incendiu din 1921, iar ceea ce a rămas a fost distrus datorită unei erori birocratice.  Celelalte două recensăminte care au pierdut aproape integral informațiile primare sunt cele din 1800 și 1810. 

## Componența Statelor Unite ale Americii în 1890
În 1890, la data încheierii recensământului, Statele Unite aveau 44 de state, Uniunea fiind constituită din cele 38 de state, care constituiseră Uniunea în 1880, anul celui de-al zecelea recensământ, la care s-au adăugat șase entități, devenite state al Statelor Unite în deceniul 1881 - 1890: 
- 39. - 40.  Dakota de Nord, la 2 noiembrie 1889
- 39. - 40.  Dakota de Sud, la 2 noiembrie 1889
- 41.  Montana, la 8 noiembrie 1889
- 42.  Washington, la 11 noiembrie 1889
- 43.  Idaho, la 3 iulie 1890
- 44.  Wyoming, la 10 iulie 1890